# لاکهید مارتین سی-۱۳۰جی سوپر هرکولس
لاکهید مارتین سی-۱۳۰جی سوپر هرکولس (به انگلیسی: Lockheed Martin C-130J Super Hercules) یک هواگرد ترابری نظامی چهار موتوره توربوپراپ ساختِ کارخانهٔ لاکهید مارتین در کشور ایالات متحده آمریکا است که در سال ۱۹۹۶ ساخته شد. این هواگرد مشابه لاکهید سی-۱۳۰ هرکولس است که در آن از موتورهای جدید، اتاقک خلبان و سامانه‌های به‌روزرسانی‌شده استفاده شده‌است. این هواگرد نخستین استفاده‌کنندهٔ این هواگرد نیروی هوایی ایالات متحده آمریکا بوده‌است. این هواگرد برای نخستین بار در ۵ آوریل ۱۹۹۶ میلادی مورد استفاده قرار گرفت.